# Victory-klass
Victory-klass är en klass med sex korvetter byggda för Singapores flotta på 1980-talet. Fartygen är baserade på Lürssens design MGB-62 och det första fartyget i klassen (Victory) byggdes också på Lürssens varv i Bremen medan de följande fem byggdes på licens i Singapore av ST Marine.
Samtliga fartyg i klassen genomgick ett moderniseringsprogram 1996 där de dubbla 40 mm Bofors-kanonerna ersattes av åtta vertikala avfyringstuber för Barak-robotar och de dubbla 20 mm Oerlikon-kanonerna ersattes med en andra eldledningsradar. Dessutom installerades stabilisatorer för att bättre hantera fartygens höga tyngdpunkt.
År 2013 byggdes fartygen om igen. Den här gången togs släpsonaren och turpedtuberna bort och ersattes av en Boeing/Insitu ScanEagle spaningsrobot.

## Fartyg i klassen
| Bognummer | Namn      | Sjösatt          | Tagen i tjänst  |
| --------- | --------- | ---------------- | --------------- |
| 88        | Victory   | 8 juni 1988      | 18 augusti 1990 |
| 89        | Valour    | 10 december 1988 | 18 augusti 1990 |
| 90        | Vigilance | 27 april 1989    | 18 augusti 1990 |
| 91        | Valiant   | 22 juli 1989     | 25 maj 1991     |
| 92        | Vigour    | 1 december 1989  | 25 maj 1991     |
| 93        | Vengeance | 23 december 1990 | 25 maj 1991     |

### Webbkällor
- ”MGB 62 Victory” (PDF). Lürssen. 6 december 2017. https://www.luerssen-defence.com/wp-content/uploads/datasheets/mgb-62-victory-en.pdf.